# Sihon

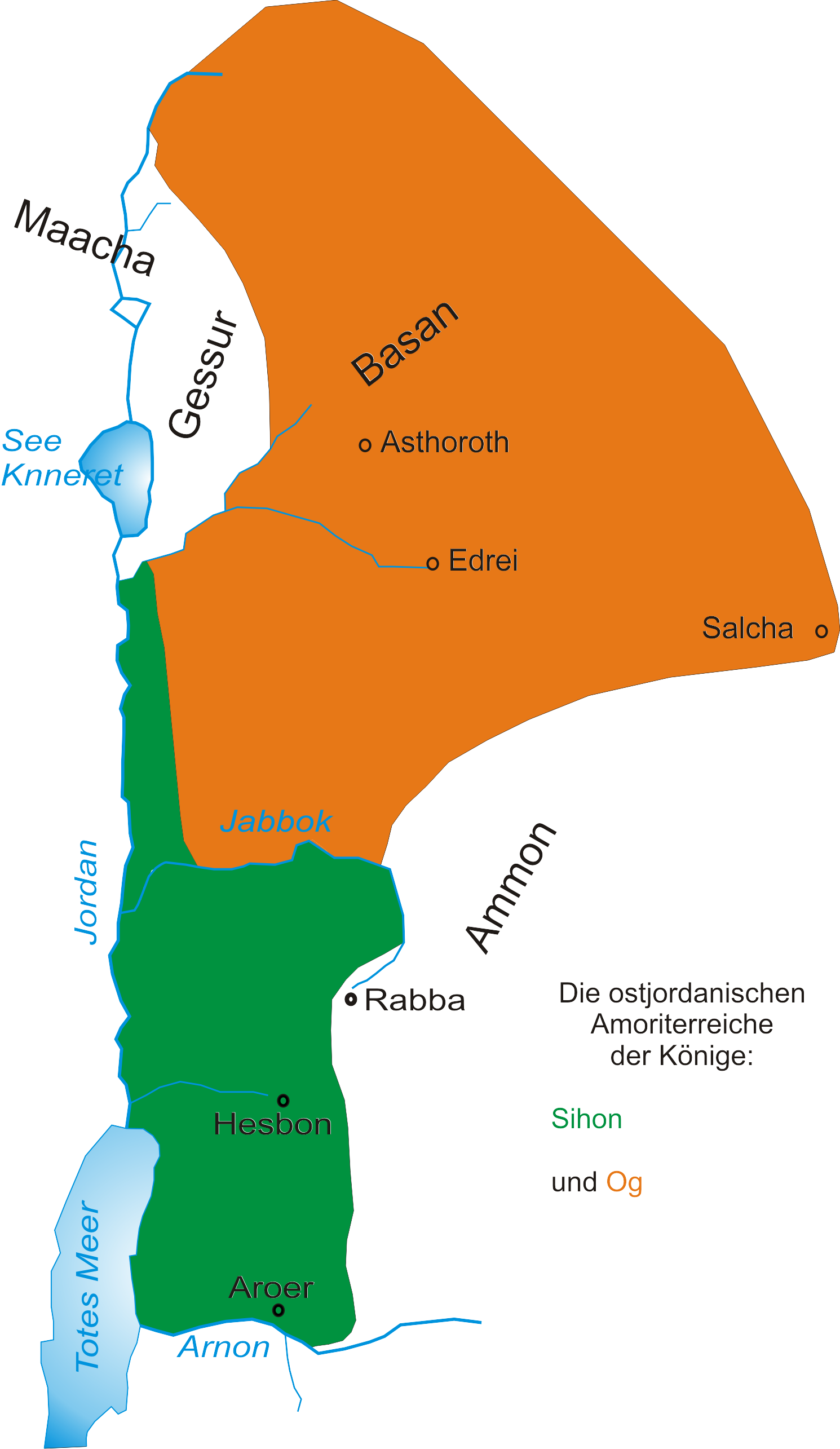
Ostjordanische Amoriterreiche

Sihon (hebräisch סיחון) war ein in den fünf Büchern Mose genannter Amurriterkönig in Hesbon, an den die Israeliten bei ihrer Ankunft im Ostjordanland Boten sandten mit der Bitte, durch sein Land ziehen zu dürfen. Sihon verweigerte den Durchzug und rückte ihnen mit seiner Streitmacht entgegen. Er wurde jedoch bei Jahza von den Israeliten geschlagen. Israel nahm sein Land vom Arnon bis zum Nahr ez-Zarqa (Jabbok) in Besitz und siedelte sich in den Städten an. Das Land des Sihons wurde Ruben und Gad zugeteilt (4. Mose 32,33).